# William Hudson
Pour les articles homonymes, voir Hudson.
William Hudson, né vers 1730 à Kendall et mort le 23 mai 1793, est un botaniste britannique.

## Biographie
Il devient apprenti auprès d’un pharmacien de Londres avant de devenir sous-bibliothécaire au British Museum (1757). Il devient membre de la Royal Society en 1761 et participe à la fondation de la Société linnéenne de Londres. Avec sa Flora Anglica, il participe à la popularisation de la classification linnéenne. Il fait également paraître Praefectus Horte (1765 à 1771). Il applique notamment la classification linnéenne aux plantes décrites par John Ray (1627-1705).

## Source
- Allen G. Debus (dir.) (1968). World Who’s Who in Science. A Biographical Dictionary of Notable Scientists from Antiquity to the Present. Marquis-Who’s Who (Chicago) : xvi + 1855 p.